# Courage C60
Pour les articles homonymes, voir Courage Compétition et Courage (homonymie).
La Courage C60 est une barquette de course construite par Courage pour prendre la suite de la C52 et concourir en catégorie LMP1 en Le Mans Series, American Le Mans Series et aux 24 Heures du Mans.
Une évolution basée sur cette voiture a été développée à partir de 2003 pour la catégorie LMP2, la Courage C65. Pescarolo Sport a fait évoluer fortement ce châssis à partir de 2004 au point de lui donner le nom de Pescarolo C60.

## Pilotes
La Courage C60 a été pilotée par différents pilotes français, que ce soit avec les couleurs du sponsor Yokohama ou bien celles de PlayStation (2003-2006), dont :
1re équipe sous les couleurs PlayStation : 
- Jean-Christophe Boullion
- Frank Lagorce
- Stéphane Sarrazin

2e équipe sous les couleurs PlayStation :
- Eric Hélary
- Nicolas Minassian
- Soheil Ayari

Ces deux équipes terminèrent respectivement aux 8e et 9e places aux 24h du Mans de 2003.

## Palmarès

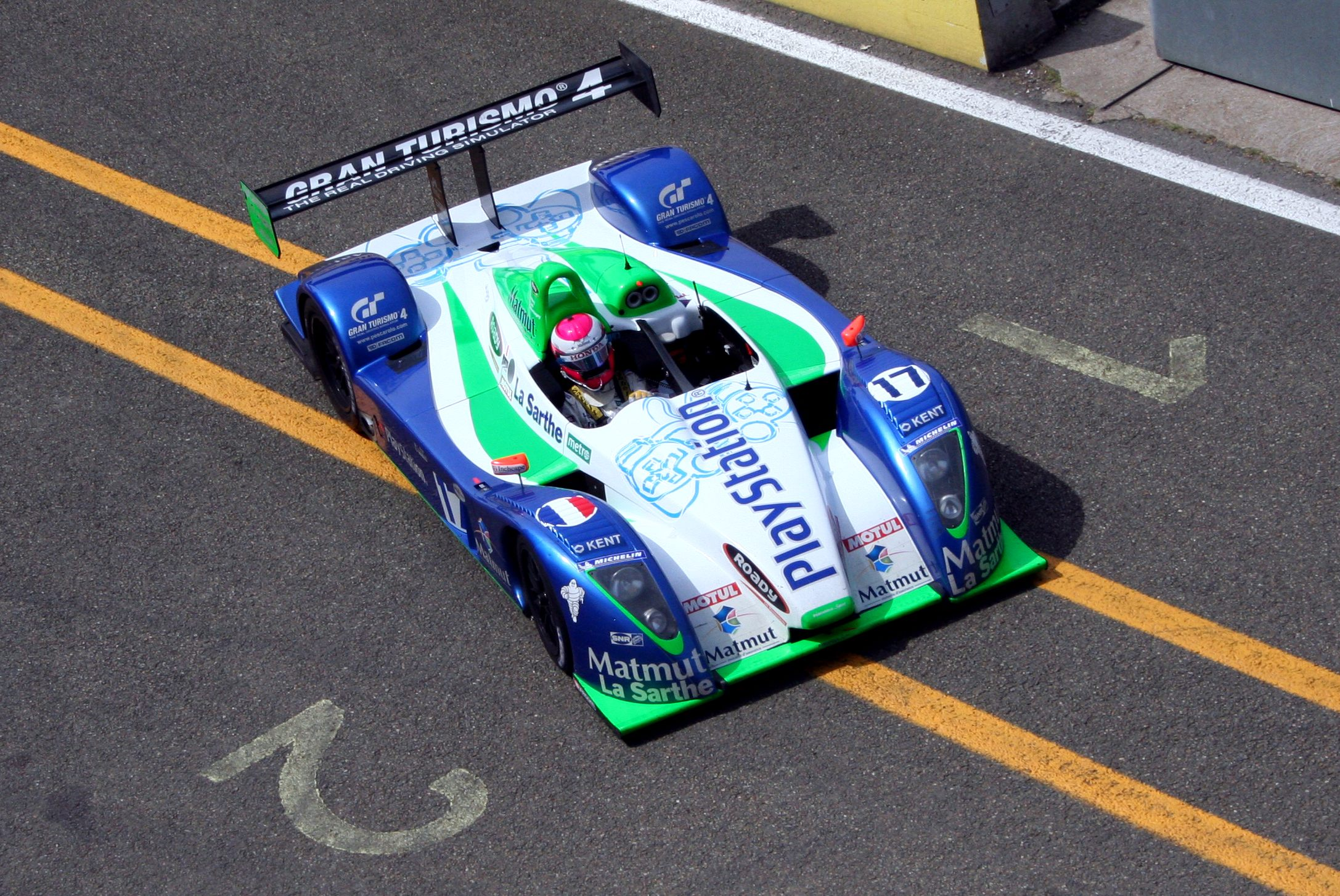
La Pescarolo C60 en 2006.

Tout ce palmarès a été obtenu avec Pescarolo Sport, tout d'abord avec la Courage C60 puis avec la Pescarolo C60. En 2006, cette écurie gagne toutes les courses des Le Mans Series :
- FIA Sportscar
  - Vainqueur des 2 Heures 30 de Magny-cours en 2001 et 2003
  - Vainqueur des 2 Heures 30 de Barcelone en 2002
  - Vainqueur des 2 Heures 30 de Spa en 2002
  - Vainqueur des 2 Heures 30 de Nogaro en 2003

- Le Mans Series
  - Champion en 2005 et 2006
  - Vainqueur des 1 000 kilomètres d’Estoril en 2001
  - Vainqueur des 1 000 kilomètres de Monza en 2005
  - Vainqueur des 1 000 kilomètres d’Istanbul en 2005 et 2006
  - Vainqueur des 1 000 kilomètres de Spa en 2006
  - Vainqueur des 1 000 kilomètres du Nürburgring en 2006
  - Vainqueur des 1 000 kilomètres de Donington en 2006
  - Vainqueur des 1 000 kilomètres de Jarama en 2006

- 24 Heures du Mans
  - 8e / 9e en 2003
  - 4e en 2004 derrière trois Audi R8
  - 2e en 2005 derrière une Audi R8
  - 2e en 2006 derrière une Audi R10